# Zizi Festerat
Isidore Festeraerts dit Zizi Festerat ou Festerat, né le 18 novembre 1885 à Saint-Gilles (Bruxelles) et mort le 13 octobre 1956 à Ixelles, est un chanteur et acteur belge.

## Biographie
Après avoir reçu en 1914 un petit rôle dans Maudite soit la guerre du cinéaste Alfred Machin, il joue dans des films populaires, essentiellement des comédies comme Fred en a une bien bonne d'Armand Du Plessy en 1919, Miss Sporting de Henry-Alexandre Parys en 1921, La Famille Klepkens de Gaston Schoukens en 1929, Le Mariage de Mademoiselle Beulemans de Jean Choux en 1932, En avant la musique de Gaston Schoukens en 1935, C'était le bon temps de Gaston Schoukens en 1937 et Gardons notre sourire de Gaston Schoukens en 1937 ; mais aussi des drames ou romances comme Kermesse sanglante de Francis Martin en 1926, Ruines d'Édouard Ehling en 1930 ou Le plus joli rêve de Gaston Schoukens en 1931.
Un de ses derniers rôles est celui de Monsieur Van Meulenbeek dans le film français Au soleil de Marseille (1937) de Pierre-Jean Ducis.
En 1927, Zizi Festerat apparaît dans le documentaire de Francis Martin Ça c'est Bruxelles.
Il meurt le 13 octobre 1956.

## Filmographie
- 1914 : Maudite soit la guerre / Vervloekt zij den oorlog, drame d'Alfred Machin
- 1919 : Fred en a une bien bonne / Fred en zijn meid, comédie d'Armand du Plessy
- 1921 : Un lendemain / De volgende dag, comédie d'Henry-Alexandre Parys
- 1921 : Miss Sporting, comédie d'Henry-Alexandre Parys
- 1921 : L'Héritier / De erfenis, de Georges et Marcel Ketterer : le garçon meunier
- 1926 : Kermesse sanglante / Bloedige kermis, drame de Francis Martin
- 1926 : On tourne / De film-ambachtslui in België, drame de Francis Martin
- 1927 : Ça c'est Bruxelles / Dat is Brussel, film documentaire inachevé de Francis Martin : lui-même
- 1929 : La Famille Klepkens / De familie Klepkens, comédie de Gaston Schoukens : Bernard
- 1930 : Ruines / Puinen, drame d'Edouard Ehling : le banquier Ismaël
- 1931 : Le plus joli rêve / De schoonste droom, de Gaston Schoukens : Yves
- 1932 : Le Mariage de Mlle Beulemans, comédie de Jean Choux : Mostynck
- 1932 : Le Cadavre no 5 / Eulalie qu'as-tu fait ?, comédie de Gaston Schoukens
- 1935 : En avant la musique (Strike Up the Band) / De koning van de patates frites, comédie de Gaston Schoukens : Charles Kumps
- 1936 : C'était le bon temps / De goede oude tijd, comédie de Gaston Schoukens
- 1936 : Le Mystère du 421 / Le suicide de Zulma, drame de Léopold Simons : l'agent
- 1938 : Au soleil de Marseille, de Pierre-Jean Ducis : Van Meulenbeek
- 1938 : Trois Artilleurs à l'opéra d'André Chotin
- 1939 : Gardons notre sourire / De genoegens van de bezetting, comédie de Gaston Schoukens : Demol
- 1939 : Zig-zag, comédie de Gaston Schoukens